# أليخاندرو غونزاليس جونيور
أليخاندرو غونزاليس جونيور (بالإسبانية: Alejandro González, Jr.)‏ (مواليد 8 مارس 1993 في سابوبان - 8 ديسمبر 2016)، هو ملاكم محترف مكسيكي يصنف ضمن فئة وزن الديك.

## المسيرة الاحترافية
من نزالاته:
- خسر أمام خوان ألبرتو روساس بقرار فني (05-04-2014).

## إحصائيات
خاض خلال مسيرته 30 نزالا، فاز في 25 وتعادل في 2 وخسر في 3. فاز بالضربة القاضية في 15 نزالا.

## روابط خارجية
- أليخاندرو غونزاليس جونيور على موقع بوكس ريك (الإنجليزية) (registration required)